# Kovuklu
Kovuklu ist ein Dorf im Landkreis Pülümür der türkischen Provinz Tunceli. Im Jahr 2011 lebten in Kovuklu 31 Menschen.